# Partido Proteccionista (Chile)
El Partido Proteccionista de Chile (PP) fue partido político chileno, de marcada tendencia marxista, de extracción obrera.
Fue fundado en la zona minera del Norte Grande, en la ciudad de Copiapó, por elementos que habían emigrado del Partido Democrático en 1891, previo a la Guerra Civil. Se disolvió en 1895 y reapareció en 1899 con el nombre de Partido Proteccionista Obrero.
Sus líderes fueron hombres que dirigieron las protestas mineras y desarrollaron una ideología basada en la igualdad de los derechos, la protección de la economía por parte del Estado, la educación laica y la estatización de la producción.
Su nombre deriva de la filosofía económica que preconizaron, el "proteccionismo del Estado".